# Солецкий район
Соле́цкий райо́н — административно-территориальная единица (район) в Новгородской области России. В рамках организации местного самоуправления в его границах функционирует Солецкий муниципальный округ (до марта 2020 года — муниципальный район).
Административный центр — город Сольцы.

## География
Солецкий район расположен на западе Новгородской области. На севере он граничит с Шимским, на востоке — с Волотовским районами Новгородской области, на западе с Порховским районом Псковской области, а на юго-западе с Дновским районом Псковской области.
Площадь территории района — 1422,1 км².
Основные реки — Шелонь с притоками Ситня, Колошка и д.р.

## История
14 июля 1471 года на левом берегу реки Шелони, в районе деревни Скирино (Велебицы), произошла Шелонская битва между войсками Московского княжества во главе с воеводой Холмским и ополчением Новгородской республики под командованием сына Марфы Посадницы, Дмитрия Борецкого.
Район образован в августе 1927 года в составе Новгородского округа Ленинградской области. Административным центром района был определён город районного подчинения — Сольцы из упразднённого Порховского уезда Псковской губернии. На момент образования района в нём было 12 сельсоветов: 7 сельсоветов (Дорогостицкий, Дубровский, Илеменский, Куклинский, Ретновский, Ситненский и Солецкий) из Солецкой волости прежнего Порховского уезда Псковской губернии и 5 сельсоветов (Выбитский, Клевицкий, Новосельский, Светлицкий и Свинородский) из Ученской волости Старорусского уезда Новгородской губернии.
В соответствии с постановлением Президиума ВЦИК от 10 декабря 1928 года в состав Солецкого района из Медведского района вошла деревня Егольник, из Подгощского района — деревни Новая, Горемыка, Дедково, Крючково, Подберезье, Чудские Горки, а из Волотовского района — деревни Гряда, Жгутиха и Оберетка.
С 1931 года прежний Новосельский сельсовет называется Доворецким. В соответствие постановлению Президиума ВЦИК от 20 сентября 1931 года в состав Солецкого района Ленинградской области вошли 17 сельсоветов из упразднённого Уторгошского района (Барановский, Болотский, Большеуторгошский, Буйновский, Веретьевский, Видонский, Вшельский, Звадский, Лубинский, Людятинский, Малоуторгошский, Мелковичский, Новосельский, Павшицкий, Плосковский, Прусский и Турскогорский).
В соответствии с постановлением Президиума ВЦИК от 1 января 1932 года в Солецкий район вошли Поглездовский и Реченский сельсоветы упразднённого Волотовского района, Любынский и Угловский сельсоветы Старорусского района, а также из Новгородского района: Большеугородский, Велебицкий, Высоковский, Мшагский и Нижнеприхонский сельсоветы, а также село Любач (из Медведскокого сельсовета Новгородского района); постановлением Президиума ВЦИК от 10 апреля 1934 года из Струго-Красненского района в Солецкий была включена деревня Веретейка.
Постановлением Президиума ВЦИК от 15 февраля 1935 года Солецкий район был разукрупнён: в восстановленный Волотовский район переданы Поглездовский и Реченский сельсоветы, в восстановленный Уторгошский район переданы Барановский, Болотский, Большеуторгошский, Буйновский, Веретьевский, Видонский, Вшельский, Звадский, Лубинский, Людятинский, Малоуторгошский, Мелковичский, Новосельский, Павшицкий, Плосковский, Прусский и Турскогорский сельсоветы и во вновь образованный Шимский район перешли Большеугородский, Высоковский, Любынский, Мшагский, Нижнеприхонский и Угловский сельсоветы.
5 июля 1944 года Солецкий район вошёл в состав Новгородской области. На тот момент в его состав входили Велебицкий, Выбитский, Доворецкий, Дорогостицкий, Дубровский, Илеменский, Клевицкий, Куклинский, Ретновский, Светлицкий, Свинордский, Ситненский и Солецкий с/с.
8 июня 1954 года были образованы Горский и Невский с/с, упразднены Велебицкий, Дорогостицкий, Илеменский, Светлицкий и Свинордский с/с.
1 июня 1959 года были упразднены Куклинский и Доворецкий с/с.
10 декабря 1962 года Солецкий район был упразднён, а его территория вошла в Солецкий сельский район. 12 января 1965 года Солецкий район был восстановлен. В его состав вошли город Сольцы и сельсоветы Большеуторгошский, Видонский, Вшельский, Выбитский, Высоковский, Горно-Веретьевский, Городищенский, Горский, Дубровский, Клевицкий, Лубинский, Любынский, Медведский, Невский, Нежатицкий, Подгощский, Ретновский, Реченский, Ситненский, Солецкий, Турско-Горский, Уторгошский и Шимский. 14 апреля Большеуторгошский и Клевицкий с/с были упразднены. 15 октября Реченский с/с был переименован в Ратицкий (2 ноября он был передан в Волотовский район). 19 ноября образован Клевицкий с/с.
31 декабря 1966 года Нежатицкий с/с был передан в Батецкий район.
28 июня 1967 года были образованы Куклинский и Краснодворский с/с.
12 февраля 1973 года в новый Шимский район были переданы Высоковский, Горно-Веретьевский, Городищенский, Краснодворский, Любынский, Медведский, Подгощский, Турско-Горский, Уторгошский и Шимский с/с.
24 ноября 1976 года был упразднён Видонский с/с.
5 мая 1978 года Лубинский с/с был переименован в Толчинский.

## Население
| 1939    | 1959    | 1970    | 1979    | 1989    | 2002    | 2005    | 2006    | 2007    |
| ------- | ------- | ------- | ------- | ------- | ------- | ------- | ------- | ------- |
| 39 229  | ↘26 393 | ↗40 752 | ↘22 440 | ↘20 178 | ↘18 626 | ↘17 901 | ↘17 511 | ↘17 196 |
| 2008    | 2009    | 2010    | 2012    | 2013    | 2014    | 2015    | 2016    | 2017    |
| ↘16 900 | ↘16 673 | ↘15 714 | ↘14 929 | ↘14 666 | ↘14 352 | ↘14 281 | ↘14 085 | ↘13 951 |
| 2018    | 2019    | 2020    | 2021    |         |         |         |         |         |
| ↘13 623 | ↘13 416 | ↘13 183 | ↘11 310 |         |         |         |         |         |

### Урбанизация
В городских условиях (город Сольцы) проживают 74,7 % населения района.

### Национальный состав
По итогам переписи населения 2020 года проживали следующие национальности (национальности менее 0,1 % и другое, см. в сноске к строке «Другие»):
| Национальность | Численность, чел. | Доля     |
| -------------- | ----------------- | -------- |
| Русские        | 8550              | 75,60 %  |
| Цыгане         | 117               | 1,03 %   |
| Украинцы       | 97                | 0,86 %   |
| Чеченцы        | 51                | 0,45 %   |
| Белорусы       | 51                | 0,45 %   |
| Армяне         | 47                | 0,42 %   |
| Таджики        | 21                | 0,19 %   |
| Татары         | 15                | 0,13 %   |
| Узбеки         | 13                | 0,11 %   |
| Другие         | 2348              | 20,76 %  |
| Итого          | 11 310            | 100,00 % |

## Административно-муниципальное устройство
В Солецкий район в рамках административно-территориального устройства входит 4 поселения как административно-территориальные единицы области, в том числе Солецкое с центром в городе районного значения Сольцы.
В рамках муниципального устройства, одноимённый Солецкий муниципальный район включал 4 муниципальных образования, в том числе 1 городское поселение и 3 сельских поселения:
| № | Муниципальное образование     | Административный центр | Количество населённых пунктов | Население (чел.) | Площадь (км²) |
| - | ----------------------------- | ---------------------- | ----------------------------- | ---------------- | ------------- |
| 1 | Солецкое городское поселение  | город Сольцы           | 3                             | ↘8597            | 39,84         |
| 2 | Выбитское сельское поселение  | деревня Выбити         | 56                            | ↘1913            | 230,15        |
| 3 | Горское сельское поселение    | деревня Горки          | 41                            | ↘1212            | 281,40        |
| 4 | Дубровское сельское поселение | деревня Дуброво        | 73                            | ↘1774            | 653,00        |

Областным законом от 11 ноября 2005 года № 559-ОЗ на территории района было образовано 8 поселений как административно-территориальных единиц области. 1 января 2006 года в рамках муниципального устройства Областным законом от 17 января 2005 года N 399-ОЗ на территории муниципального района было образовано 8 муниципальных образований: одно городское и 7 сельских поселений.
12 апреля 2010 года вступил в силу областной закон № 724-ОЗ, сокративший число сельских поселений района до трёх (поселений до четырёх). Были упразднены Вшельское, Куклинское, Невское и Сосновское сельские поселения (поселения).
В марте 2020 года все сельские и городское поселения Солецкого муниципального района были упразднены и объединены в Солецкий муниципальный округ.

## Населённые пункты
В Солецком районе 173 населённых пункта.
| №   | Населённый пункт      | Тип     | Население | Поселение  |
| --- | --------------------- | ------- | --------- | ---------- |
| 1   | Абрамково             | деревня | 45        | Горское    |
| 2   | Бараново              | деревня | 1         | Дубровское |
| 3   | Белец                 | деревня | 1         | Выбитское  |
| 4   | Бережок               | деревня | 11        | Выбитское  |
| 5   | Блошно                | деревня | 2         | Выбитское  |
| 6   | Болото                | деревня | 57        | Горское    |
| 7   | Болотско              | деревня | ↘13       | Дубровское |
| 8   | Болтово               | деревня | 19        | Горское    |
| 9   | Большие Липицы        | деревня | 4         | Горское    |
| 10  | Большое Данилово      | деревня | 3         | Выбитское  |
| 11  | Большое Заборовье     | деревня | 105       | Дубровское |
| 12  | Большое Загорье       | деревня | 6         | Дубровское |
| 13  | Борки                 | деревня | 7         | Дубровское |
| 14  | Боровня               | деревня | 68        | Горское    |
| 15  | Борок                 | деревня | 16        | Дубровское |
| 16  | Быстерско             | деревня | 16        | Дубровское |
| 17  | Велебицы              | деревня | 176       | Выбитское  |
| 18  | Веретье               | деревня | 13        | Горское    |
| 19  | Веретье               | деревня | 10        | Дубровское |
| 20  | Вёска                 | деревня | 10        | Выбитское  |
| 21  | Видони                | деревня | 16        | Дубровское |
| 22  | Витебско              | деревня | 18        | Дубровское |
| 23  | Владимировка          | деревня | 3         | Горское    |
| 24  | Вольная Лячка         | деревня | 3         | Выбитское  |
| 25  | Вольное Загородище    | деревня | 2         | Выбитское  |
| 26  | Вольные Дубравы       | деревня | 1         | Горское    |
| 27  | Вшели                 | деревня | 171       | Дубровское |
| 28  | Выбити                | деревня | 882       | Выбитское  |
| 29  | Вязище                | деревня | 49        | Горское    |
| 30  | Вяхорево              | деревня | 10        | Горское    |
| 31  | Глубокое              | деревня | 1         | Горское    |
| 32  | Горки                 | деревня | 244       | Горское    |
| 33  | Городище              | деревня | 69        | Горское    |
| 34  | Городок               | деревня | 7         | Выбитское  |
| 35  | Городок               | деревня | 22        | Горское    |
| 36  | Гребня                | деревня | 34        | Горское    |
| 37  | Гремок                | деревня | 14        | Горское    |
| 38  | Гривы                 | деревня | 0         | Дубровское |
| 39  | Гряда                 | деревня | 3         | Выбитское  |
| 40  | Грядско               | деревня | 0         | Дубровское |
| 41  | Дедково               | деревня | 2         | Выбитское  |
| 42  | Доворец               | деревня | 17        | Выбитское  |
| 43  | Долга                 | деревня | 16        | Выбитское  |
| 44  | Донец                 | деревня | 0         | Дубровское |
| 45  | Дорогостицы           | деревня | 85        | Горское    |
| 46  | Дубёнка               | деревня | 25        | Дубровское |
| 47  | Дубец                 | деревня | 3         | Солецкое   |
| 48  | Дуброво               | деревня | 202       | Дубровское |
| 49  | Дуданово              | деревня | 0         | Выбитское  |
| 50  | Ёгольник              | деревня | 66        | Солецкое   |
| 51  | Жильско               | деревня | 192       | Дубровское |
| 52  | Залесная              | деревня | 0         | Дубровское |
| 53  | Залесье               | деревня | 8         | Выбитское  |
| 54  | Замостье              | деревня | 20        | Горское    |
| 55  | Заполье               | деревня | 6         | Выбитское  |
| 56  | Заполье               | деревня | 9         | Горское    |
| 57  | Заречье               | деревня | 5         | Горское    |
| 58  | Зелёная               | деревня | 0         | Выбитское  |
| 59  | Зехниха               | деревня | 0         | Выбитское  |
| 60  | Изори                 | деревня | 0         | Дубровское |
| 61  | Илемёнка              | деревня | 0         | Выбитское  |
| 62  | Илемно                | деревня | 44        | Горское    |
| 63  | Иловёнка              | деревня | 56        | Выбитское  |
| 64  | Казачий Лютец         | деревня | 0         | Горское    |
| 65  | Каменка               | деревня | 35        | Горское    |
| 66  | Каменка               | деревня | 115       | Дубровское |
| 67  | Киевец                | деревня | 12        | Дубровское |
| 68  | Клин                  | деревня | 67        | Горское    |
| 69  | Клин                  | деревня | 0         | Дубровское |
| 70  | Королёва Грузомедь    | деревня | 2         | Дубровское |
| 71  | Крапивно              | деревня | 98        | Горское    |
| 72  | Крюково               | деревня | 4         | Дубровское |
| 73  | Крючково              | деревня | 1         | Выбитское  |
| 74  | Кузнецово             | деревня | 10        | Горское    |
| 75  | Кузнецово             | деревня | 9         | Дубровское |
| 76  | Кук                   | деревня | 5         | Выбитское  |
| 77  | Куклино               | деревня | 125       | Горское    |
| 78  | Лавров Клин           | деревня | 14        | Дубровское |
| 79  | Ланские Горки         | деревня | 13        | Выбитское  |
| 80  | Леменка               | деревня | 39        | Горское    |
| 81  | Лишки                 | деревня | 6         | Дубровское |
| 82  | Лубино                | деревня | 49        | Дубровское |
| 83  | Луги                  | деревня | 0         | Дубровское |
| 84  | Любитово              | деревня | 9         | Дубровское |
| 85  | Малахово              | деревня | 5         | Дубровское |
| 86  | Малиновка             | деревня | 4         | Выбитское  |
| 87  | Малое Заборовье       | деревня | 30        | Дубровское |
| 88  | Малое Загорье         | деревня | 6         | Дубровское |
| 89  | Малые Дубравы         | деревня | 1         | Горское    |
| 90  | Малые Липицы          | деревня | 1         | Горское    |
| 91  | Маслёха               | деревня | 4         | Дубровское |
| 92  | Мирная                | деревня | 5         | Выбитское  |
| 93  | Михалкино             | деревня | 9         | Выбитское  |
| 94  | Молочково             | деревня | 45        | Дубровское |
| 95  | Морсино               | деревня | 12        | Выбитское  |
| 96  | Мяково                | деревня | 36        | Выбитское  |
| 97  | Мячково               | деревня | 2         | Горское    |
| 98  | Набережная            | деревня | 5         | Горское    |
| 99  | Невлино               | деревня | 9         | Дубровское |
| 100 | Невское               | деревня | 250       | Выбитское  |
| 101 | Немены                | деревня | 0         | Дубровское |
| 102 | Нива                  | деревня | 54        | Горское    |
| 103 | Низы                  | деревня | 20        | Дубровское |
| 104 | Никандрова Грузомедь  | деревня | 5         | Дубровское |
| 105 | Никольско             | деревня | 0         | Дубровское |
| 106 | Никольское            | деревня | 2         | Горское    |
| 107 | Никольское Загородище | деревня | 13        | Выбитское  |
| 108 | Новая                 | деревня | 12        | Выбитское  |
| 109 | Новоселье             | деревня | 22        | Дубровское |
| 110 | Новые Горки           | деревня | 3         | Выбитское  |
| 111 | Новые Дачи            | деревня | 5         | Дубровское |
| 112 | Оберётка              | деревня | 0         | Выбитское  |
| 113 | Осиновик              | деревня | 5         | Выбитское  |
| 114 | Остров                | деревня | 3         | Выбитское  |
| 115 | Остров                | деревня | 7         | Дубровское |
| 116 | Острова               | деревня | 20        | Дубровское |
| 117 | Песочки               | деревня | ↘129      | Выбитское  |
| 118 | Петрово               | деревня | 12        | Горское    |
| 119 | Петровщина            | деревня | 10        | Горское    |
| 120 | Пирогово              | деревня | 10        | Дубровское |
| 121 | Плосково              | деревня | 20        | Дубровское |
| 122 | Подберезье            | деревня | 5         | Выбитское  |
| 123 | Подоклинье            | деревня | 3         | Дубровское |
| 124 | Поляны                | деревня | 16        | Горское    |
| 125 | Поляны                | деревня | 5         | Дубровское |
| 126 | Поречье               | деревня | 0         | Дубровское |
| 127 | Порожки               | деревня | 0         | Дубровское |
| 128 | Посохово              | деревня | 28        | Дубровское |
| 129 | Прибрежная            | деревня | 44        | Дубровское |
| 130 | Райцы                 | деревня | 80        | Дубровское |
| 131 | Рачково               | деревня | 18        | Дубровское |
| 132 | Рельбицы              | деревня | 12        | Дубровское |
| 133 | Ретно                 | деревня | 150       | Горское    |
| 134 | Речки                 | деревня | 10        | Выбитское  |
| 135 | Садовая               | деревня | 2         | Дубровское |
| 136 | Светлицы              | деревня | 117       | Выбитское  |
| 137 | Селище                | деревня | 3         | Выбитское  |
| 138 | Селищи                | деревня | 27        | Дубровское |
| 139 | Сельцо                | деревня | 14        | Дубровское |
| 140 | Середня               | деревня | 3         | Выбитское  |
| 141 | Ситня                 | деревня | 51        | Дубровское |
| 142 | Скирино               | деревня | 128       | Выбитское  |
| 143 | Смехново              | деревня | 0         | Выбитское  |
| 144 | Сойкино               | деревня | 1         | Дубровское |
| 145 | Соловьёво             | деревня | 0         | Выбитское  |
| 146 | Сольцы                | город   | ↘8449     | Солецкое   |
| 147 | Сомино                | деревня | 47        | Выбитское  |
| 148 | Сосновка              | деревня | 253       | Дубровское |
| 149 | Софиевка              | деревня | 6         | Горское    |
| 150 | Старая Каменка        | деревня | 20        | Дубровское |
| 151 | Старое Загородище     | деревня | 20        | Выбитское  |
| 152 | Степаново             | деревня | 13        | Дубровское |
| 153 | Стобольско            | деревня | 3         | Дубровское |
| 154 | Сторонье              | деревня | 2         | Дубровское |
| 155 | Стрепилово            | деревня | 2         | Дубровское |
| 156 | Строкино              | деревня | 1         | Горское    |
| 157 | Строчицы              | деревня | 1         | Выбитское  |
| 158 | Сухлово               | деревня | 0         | Выбитское  |
| 159 | Тепяницы              | деревня | 4         | Дубровское |
| 160 | Теребуни              | деревня | 15        | Дубровское |
| 161 | Толчино               | деревня | 132       | Дубровское |
| 162 | Узки                  | деревня | 0         | Дубровское |
| 163 | Уползы                | деревня | 4         | Выбитское  |
| 164 | Хвойная               | деревня | 80        | Выбитское  |
| 165 | Цивилёво              | деревня | 1         | Выбитское  |
| 166 | Цыпино                | деревня | 10        | Выбитское  |
| 167 | Череменец             | деревня | 0         | Дубровское |
| 168 | Чудинцевы Горки       | деревня | 11        | Выбитское  |
| 169 | Шавково               | деревня | 0         | Выбитское  |
| 170 | Шапково               | деревня | 1         | Выбитское  |
| 171 | Шелонско              | деревня | 3         | Горское    |
| 172 | Язвище                | деревня | 5         | Дубровское |
| 173 | Язвищи                | деревня | 0         | Дубровское |

## Экономика
Основные отрасли экономики района: промышленность, сельское хозяйство, строительство, транспорт, торговля, бытовое обслуживание.

## Промышленность

### Пищевая промышленность
- ЗАО «Кондитер»
- ООО «Альянс»
- хлебозавод райпо

### Лёгкая промышленность
- ОАО Льнозавод «Солецкий»
- филиал ОАО «Фанг»

## Транспорт
- Сеть автомобильных дорог составляет 360 км.

Основная автомобильная дорога Великий Новгород — Порхов — Псков
- Через район проходят 2 железнодорожных пути Октябрьской железной дороги:

1. Санкт-Петербург — Дно — (Киев, Минск, Псков, Кишинёв) (протяжённостью 32 км);
2. Бологое-Московское — Валдай — Старая Русса — Дно (протяжённостью 10 км).

## Образование
- 5 общеобразовательных средних школ
- 3 общеобразовательные основные школы
- 12 детских садов
- муниципальная специальная (коррекционная) школа-интернат для детей сирот и детей, оставшихся без попечения родителей.
- Центр детского творчества, детско-юношеская спортивная школа, информационно методический центр, служба практической психологии.

## Культура и молодёжная политика
Муниципальное бюджетное учреждение культуры «Центр культуры и досуга» с 8-ю филиалами;
Муниципальное бюджетное учреждение культуры «Межпоселенческая централизованная библиотечная система» с 13-ю филиалами";
Муниципальное бюджетное учреждение дополнительного образования «Солецкая детская школа искусств»;
Муниципальное бюджетное учреждение "Межпоселенческий центр социального обслуживания молодёжи «Дом молодёжи»

## Достопримечательности
- парки усадеб в деревнях Выбити, Горки, Каменка.
- Молочковский бор
- остатки деревянной церкви 1631 года и руины каменной церкви 1810 года в деревне Илемно.
- на территории усадьбы совхоза «Выбити», в парке находится группа сопок (2 насыпи). Близ деревни Городок, на правом берегу Шелони, находится городище[30].